# Kathy Webb

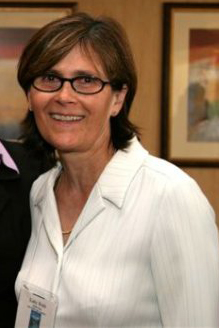
Kathy Webb

Kathy Webb (* 1950 in Blytheville, Arkansas) ist eine US-amerikanische Politikerin (Demokratische Partei).
Nach ihrer Schulzeit an der Hall High School in Little Rock studierte Webb am Randolph-Macon Woman’s College in Lynchburg, Virginia, Politikwissenschaften. Nach ihrem Studium wurde sie als Betreiberin eines Restaurants in Little Rock tätig. Seit Januar 2007 ist Webb als Nachfolgerin von Sam Ledbetter Abgeordnete für den 37. Distrikt im Repräsentantenhaus von Arkansas. Sie lebt offen homosexuell in Little Rock.